# Micariinae
Micariinae è una sottofamiglia di ragni appartenente alla famiglia Gnaphosidae.

## Descrizione
Sono ragni di varia grandezza, da piccola (2 millimetri) a media (5 millimetri).
La chiave dicotomica di questa sottofamiglia rispetto alle altre è che questi ragni hanno l'opistosoma fine e affusolato, le zampe sottili in modo da assomigliare ad una formica. L'opistosoma è ricoperto totalmente da setole squamose e provviste di piccolissimi uncini: in misura minore lo sono anche il cefalotorace, i cheliceri e le zampe. I tarsi, i metatarsi e a volte l'estremità distale delle tibie sono ricoperte da piccole scopulae, costituite da una doppia fila di setole a forma di spatola. Questo insieme di caratteri è tipico, non è posseduto da nessun'altra sottofamiglia.

## Distribuzione
I 3 generi oggi noti di questa sottofamiglia hanno, globalmente, diffusione pressoché cosmopolita, ad eccezione dell'America centrale e meridionale.

## Tassonomia
Attualmente, a marzo 2016, la maggioranza degli aracnologi è concorde nel suddividerla in 3 generi:
- Aphantaulax Simon, 1878 - Africa, Europa, Asia e Australia (15 specie e 1 sottospecie)
- Arboricaria Bosmans, 2000 - Regione paleartica (5 specie)
- Micaria Westring, 1851 - cosmopolita, tranne America centrale e meridionale (104 specie e 2 sottospecie)